# ランコーン・ヘルズビー
ランコーン・ヘルズビー（英：Runcorn and Helsby）は、イギリス庶民院の選挙区。2023年新設。

## 歴史
2023年の庶民院選挙区見直しの際にウィーバーベール、ハルトン、チェスター、エルズミアポート・ネストン、エディスベリーの各選挙区の一部を統合して新設された。
2024年の総選挙では労働党のマイク・エイムズベリーが当選したが、2025年3月に自身の起こした暴行事件の影響で辞任したため、2025年の地方選挙に合わせて補欠選挙が行われた。
補欠選挙の結果、右派政党・リフォームUKのサラ・ポチンが、わずか6票差で労働党候補を制して当選した。

## 区域
チェシャーの西部を占める。
- ハルトン（英語版）（ビーチウッド・ヒース、ブリッジウォーター、デアズベリー、ムーア・サンディムーア、グランジ、ハルトン城、ハルトンリー、マージー・ウェストン、ノートンノース、ノートンサウス・プレストンブルック）
- チェスター（フロドシャム、ゴーイ・ルーラル、ヘルスビー、サンドストーン）

## 歴代国会議員
| 選挙           | 当選者                 | 党派 | 党派         |
| -------------- | ---------------------- | ---- | ------------ |
| 2024年総選挙   | マイク・エイムズベリー |      | 労働党       |
| 2025年補欠選挙 | サラ・ポチン           |      | リフォームUK |

## 歴代選挙結果

### 2025年補欠選挙
当日有権者数：70,666人 最終投票率：46.2%（12.5%）
| 候補者名             | 年齢 | 所属党派     | 新旧 | 得票数   | 得票率 | 備考                 |
| -------------------- | ---- | ------------ | ---- | -------- | ------ | -------------------- |
| サラ・ポチン         | 55   | リフォームUK | 新   | 12,645票 | 38.72% |                      |
| カレン・ショア       |      | 労働党       | 新   | 12,639票 | 38.70% |                      |
| ショーン・ホルストン |      | 保守党       | 新   | 2,341票  | 7.17%  |                      |
| クリス・コープマン   |      | 緑の党       | 新   | 2,314票  | 7.09%  |                      |
| ポール・ダフィー     |      | 自由民主党   | 新   | 942票    | 2.88%  |                      |
| その他               | -    | -            | 新   | 1,774票  | 5.43%  | 得票率1%以下の候補者 |

6票差での当選は、イギリス政治史上最小の票差である。

### 2024年総選挙
当日有権者数：70,801人 最終投票率：59.7%（9.5%）
| 候補者名                   | 年齢 | 所属党派     | 新旧 | 得票数   | 得票率 | 備考 |
| -------------------------- | ---- | ------------ | ---- | -------- | ------ | ---- |
| マイク・エイムズベリー     | 55   | 労働党       | 現   | 22,358票 | 52.1%  |      |
| ジェイソン・ムーアクロフト |      | リフォームUK | 新   | 7,662票  | 18.1%  |      |
| ジェイド・マーティン       |      | 保守党       | 新   | 6,756票  | 16.0%  |      |
| クリス・コープマン         |      | 緑の党       | 新   | 2,715票  | 6.4%   |      |
| クリス・ロウ               |      | 自由民主党   | 新   | 2,149票  | 5.1%   |      |
| ダニー・クラーク           |      | 自由党       | 新   | 479票    | 1.1%   |      |
| ポール・マーフィー         |      | 社会民主党   | 新   | 116票    | 0.3%   |      |